# Alfons Klöcker
Alfons Maria Josef Klöcker (* 10. April 1870 in Kall; † 18. Mai 1948 in Inden (Rheinland)) war ein deutscher römisch-katholischer Theologe, Priester und Schriftsteller.

## Leben
Klöcker studierte nach seinem Abitur in Vechta von 1891 bis 1896 in Bonn, Freiburg im Breisgau und Köln Theologie. Anschließend wurde er 1896 in Köln zum Priester geweiht. Nach Stationen als Kaplan in Vettweiß-Müddersheim (1899–1900), Euskirchen-Flamersheim (1900) und Zülpich (1900–1903) war er von 1903 bis 1924 Pfarrer an St. Willibrord in Bad Münstereifel-Nöthen, wo er sich für einen Neubau der Kirche einsetzte. Im Anschluss daran war Klöcker vom 24. Januar 1924 bis zu seinem Ruhestand am 1. Mai 1944 Pfarrer in Inden und seit dem 16. Januar 1925 Dechant des Dekanats Aldenhoven. Darüber hinaus bekleidete er bereits seit 1936 das Ehrenamt eines nicht residierenden Domkapitulars am Aachener Dom.

## Schriften (Auswahl)
- Die Herz-Jesu-Litanei. Gedanken für Predigten und Betrachtungen. Paderborn 1921, OCLC 67178884.
- Jesus spricht zu seinen Priestern. Rottweil 1939, OCLC 73501101. (2 Neuauflagen)